# Kent Christiansen
Kent Christiansen (Stavanger, 9 febbraio 1964 – 28 marzo 2004) è stato un calciatore norvegese, di ruolo difensore.

## Biografia
Morì il 28 marzo 2004 a causa di un tumore al fegato.

## Carriera

### Club
Christiansen giocò per il Viking dal 1986 al 1993. Esordì nella 1. divisjon in data 27 aprile 1986, quando fu schierato titolare nel pareggio a reti inviolate contro il Rosenborg. Il 14 giugno successivo arrivò la sua prima rete nella massima divisione norvegese, nel pareggio per 1-1 contro il Mjøndalen. Con questa maglia, vinse la Coppa di Norvegia 1989 e il campionato 1991.

## Palmarès

### Club

#### Competizioni nazionali
- Coppa di Norvegia: 1

Viking: 1989
- Campionato norvegese: 1

Viking: 1991